# Rue Crémieux

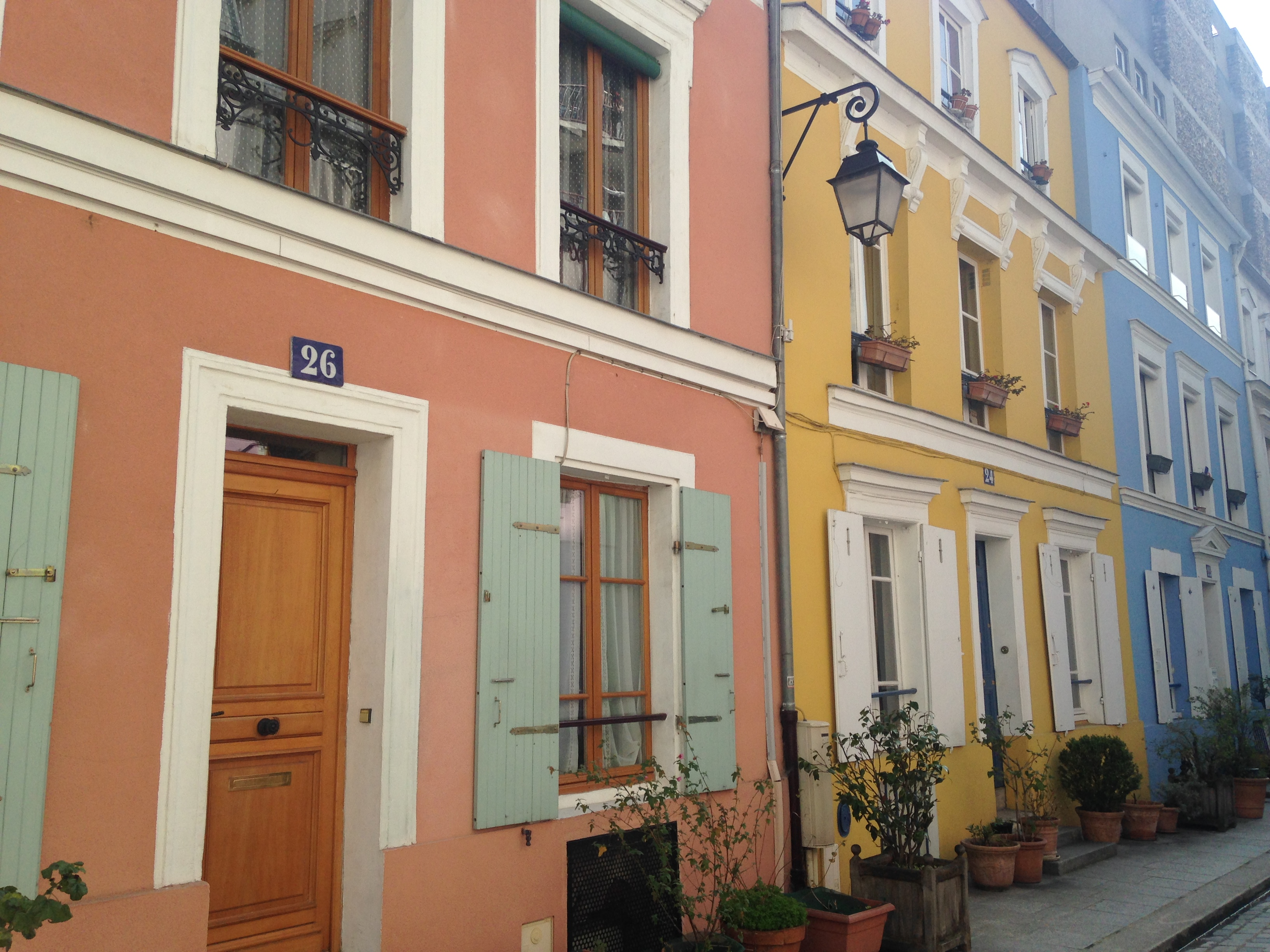
Ejemplo de las casas de la calle.

La Rue Crémieux es una calle situada en el barrio de Quinze-Vingts del Distrito XII de París, Francia.

## Situación y acceso
Se puede acceder a la Rue Crémieux a través de la estación Quai de la Rapée de la línea 5 del Metro de París, así como por las líneas de autobús RATP 20, 24, 57, 61, 63 y 65.

## Historia
Abierta en 1865 por el empresario Moïse Polydore Millaud en el emplazamiento de las antiguas Arènes Nationales, la calle llevó hasta 1897 el nombre de «Avenue Millaud». Su nombre actual se debe a Isaac Moïse, llamado Adolphe Crémieux (1796-1880), abogado y político, miembro del Gobierno de Defensa Nacional y autor de un célebre decreto de 1870 que dio la nacionalidad francesa a los judíos de Argelia.
En la Inundación de París de 1910, el nivel del río alcanzó los 1,75 m en el número 8 de la calle. Posteriormente se colocó una placa conmemorativa de fayenza en esa dirección.
La calle es peatonal desde 1993.

## Lugares de interés
Situada cerca de la estación de Lyon, la Rue Crémieux es una calle peatonal desde 1993, bordeada por pequeños edificios de perfil similar, de dos plantas y con fachadas coloridas. La calle tiene también una placa conmemorativa de la inundación de 1910.